# 地颌翼龙属
地颌翼龙属（学名：Pachagnathus）是萊提亞翼龍科的一属。

## 下属物种
本属包括以下物种：
- Pachagnathus benitoi Martínez, Andres, Apaldetti & Cerda, 2022[1]